# Mineral (Kalifornija)
Mineral je naseljeno područje za statističke svrhe u američkoj saveznoj državi Kalifornija. Prema popisu stanovništva iz 2010. u njemu je živjelo 123 stanovnika.